# دیه‌گو کاچا
دیه‌گو کاچا (ایتالیایی: Diego Caccia؛ زادهٔ ۳۱ ژوئیهٔ ۱۹۸۱) دوچرخه‌سوار اهل ایتالیا است.